# Storasjön, Småland
Storasjön är en sjö i Gislaveds kommun i Småland och ingår i Nissans huvudavrinningsområde. Sjön är 28 meter djup, har en yta på 1,4 kvadratkilometer och befinner sig 157,3 meter över havet. Sjön avvattnas av vattendraget Kilan (Västerån). Vid provfiske har bland annat abborre, braxen, gädda och mört fångats i sjön.

## Delavrinningsområde
Storasjön ingår i det delavrinningsområde (635008-134992) som SMHI kallar för Utloppet av Storasjön. Medelhöjden är 165 meter över havet och ytan är 4,12 kvadratkilometer. Räknas de 8 delavrinningsområdena uppströms in blir den ackumulerade arean 88,68 kvadratkilometer. Kilan (Västerån) som avvattnar avrinningsområdet har biflödesordning 2, vilket innebär att vattnet flödar genom totalt 2 vattendrag innan det når havet efter 91 kilometer. Delavrinningsområdet består mestadels av skog (44 %) och jordbruk (16 %). Avrinningsområdet har 1,38 kvadratkilometer vattenytor vilket ger det en sjöprocent på 33,6 %.

## Fisk
Vid provfiske har följande fisk fångats i sjön:
- Abborre
- Braxen
- Gädda
- Mört
- Sik
- Siklöja
- Sutare